# Papilio thuraui
Papilio thuraui är en fjärilsart som beskrevs av Karsch 1900. Papilio thuraui ingår i släktet Papilio och familjen riddarfjärilar.
Artens utbredningsområde är Tanzania. Inga underarter finns listade i Catalogue of Life.